# Tabula Bantina
La Tabula Bantina est une tablette osque en bronze, datant de la fin du IIe siècle av. J.-C. 

## Description de la Tabula Bantina
La Tabula Bantina (« Table de Bantia »), est une table en bronze qui a été élaborée à Bantia (aujourd'hui, Banzi). Des fragments — dits « fragments de Naples » — en ont été découverts en 1790 au Monte Montrone sur le territoire d'Oppido Lucano. Ils sont conservés au Musée archéologique national de Naples. Un autre fragment — dit « fragment d'Adameșteanu » — a été découvert en 1967 par Mario Torelli. Il est conservé au Musée archéologique national de Venosa.
L'une de ses faces est écrite en langue osque et constitue le plus important témoignage de cette langue avec le Cippus Abellanus (l'autre face étant rédigée en latin). L'inscription retrouvée est constituée de fragments toujours incomplets, appelés « fragment de Naples » et « fragment d'Adamesteanu-Torelli ». 
Le fragment de Naples a été retrouvé en 1790 sur le mont Montrone, sur la commune d'Oppido Lucano, et se trouve aujourd'hui exposé au Musée archéologique national de Naples.
Le second fragment a été découvert en 1967 par Mario Torelli et est conservé au musée Adamesteanu à Venouse. Dinu Adamesteanu estimait que le texte osque, pour le second fragment du moins, était en réalité une traduction d'un texte original en latin réalisée par une personne qui ne maîtrisait pas parfaitement la langue osque.
Le texte osque, écrit en caractères latins, transcrit une loi municipale de la cité de Bantia (aujourd'hui Banzi, en Basilicate), sur le territoire de laquelle se trouvait Oppido Lucano. L'autre face porte une loi romaine, en latin. Le texte latin semble avoir été gravé d'abord, avant que la tablette ne soit retournée et réutilisée pour inscrire le texte osque. Ce dernier a été gravé postérieurement à la lex Iulia de civitate Latinis danda de 90 av. J.-C.

## Texte en osque de la Tabula Bantina

### Fragment de Naples
... onom[.] ust . izic . ru ....
.... suae [..] nus . q . moltam . angitu [......] nur ....
.... deiuast . maimas . carneis . senateis tanginud am ....
XL . osin[s] pon . ioc egmo . com . parascuster . suae . pis . pertemust . pruter . pan [..........]
deiuatud . sipus . comenei . perum . dolom . mallom . siom . ioc . comono . mais . egm[as . touti]
cas . amnud . pan . pieisum . brateis . auti . cadeis . amnud . inim . idic . siom . dat . sena[teis]
tanginud . maimas . carneis . pertumum . piei . ex . comono . pertemest . izic . eizeic . zicel[ei]
comono ni . hipid . pis . pocapi . t . post . post . exac . comono . hafiest meddis [.] dat . castrid . loufir
en . eituas . factud . pous . touto . deiuatuns . tanginom . deicans . s(i)om . dat . eizasc . idic . tangineis
dei cum . pod . ualaemom . touticom . tadait . ezum nep . fe(f)acid . pod . pis . dat . eizac . egmad . min[s]
deiuaid . do(l)ud . malud . suaepis . contrud . exe(ic) . fefacust . auti . comono . hipust . molto . etan
to . estud . n .   . in . suaepis . ionc . fortis . meddis . moltaum . herest . ampert . minstreis . aeteis.
eituas . moltas . moltaum . licitud . suae . pis . pru meddixud . altrei . castrous [.] auti . eituas
zicolom . dicust . izic . comono ni . hipid . ne . pon . op . toutad . petirupert . urust . sipus . perum . dolom
mallom . in . trutum . zico . touto . peremust . petiropert . neip . mais . pomtis . com . preiuatud . actud
pruter . pan . medicat . inom . didest . in . pon posmom . con preiuatud . urust . eisu cen . ziculud
zicolom . XXX . nesimum . comonom . ni hipid . suae . pis . contrud . exeic . fefacust . ionc . suaepis.
herest . meddis . moltaum . licitud . ampert . mistreis . aeteis . eituas . licitud . pon . censtur
(b)ansae . t(o)utam . censazet . pis . ceus . bantins . fust . censamur . esuf . in . eituam . poizad . ligud
iusc . censtur . censaum . anget . uzet . aut . suaepis . censtomen . nei . cebnust . dolud . mallud
in . eizeic . uincter . esuf . comenei . lamatir . pr . meddixud . toutad . praesentid . perum . dolum
mallom . in . amiricatud . allo . famelo . in . ei . siuom . paei eizeis . fust . pae ancensto . fust
toutico . estud . pr. suae . praefucus . pod . post . exac . bansae . fust . suae . pis . op . eizois . com
atrud . ligud . acum . herest . auti . pru . medicatud . manim . aserum . eizazunc . egmazum.
pas . ex . aiscen . ligis . scriftas . set . ne . phim . pruhipid . mais . zicolois . X . nesimois . suae.pis.contrud
exeic . pruhipust . molto . etanto . estud . n .  . in . suaepis . ionc . meddis . moltaum . herest . licitud
[ampert.] minstreis . aeteis . eituas . moltas . moltaum . licitud . pr . censtur . bansae
[ni . pis . fu]id . nei . suae . q .fust . nep . censtur . fuid . nei . suae . pr . fust . in . suaepis . pr . in . suae
[pis..............]i . q. [......] um . nerum . fust . izic . post . eizuc . tr . pl . ni . fuid . suaepis
..... ust . izic . amprufid . facus . estud . idic . medicim . eizuc
..... medicim acunum . VI . nesimum
.....um . pod
..... medicim

### Fragment d'Adamesteanu
[--- pruter pa]m medicat[inom ---]/ [---]+lehest dolom m[alom ---]/ [--- dol]ud malud sudana+[---]/ [--- inim suae pis fortis i]onc meddis moltaum her[est, ]/ [--- moltas] moltaum licitud. vacat pis MCC arage-/[teis (?) --- mai]stram carnom aceneis usurom/ [--- ]n(ummum) II, eh exac ligud allam/ [---]+ hipust, pantes censas fust/ [---]+s acenei poizeipid spentud. q(uaestor)/ [---]s in(im) eisiuss deiu nail-hole ans. deuat-/[ud --- ac]eneis perum dolum malom